# Aecidium tubulosum
Aecidium tubulosum är en svampart som beskrevs av Pat. & Gaillard 1888. Aecidium tubulosum ingår i släktet Aecidium, ordningen Pucciniales, klassen Pucciniomycetes, divisionen basidiesvampar och riket svampar.   Inga underarter finns listade i Catalogue of Life.